# Formula 1 Indoor Trophy
Formula 1 Indoor Trophy je bila nekdanja neprvenstvena dirka Formule 1, ki je med letoma 1988 in 1996 potekala na dirkališču Bologna Motor Show v italijanskem mestu Bologna. Dirka je potekala na prostem, ni bila pa dirka v pravem pomenu besede, saj so dirkači vozili le na čas, zmagovalec pa je bil določen po sistemu na izpadanje. Edini dirkač z dvema zmagama je Luis Perez-Sala, ki je dobil prvi izvedbi dirke z Minardijem, ki je s štirimi zmagami najuspešnejše moštvo. Formula 1 Indoor Trophy velja za zadnjo neprvenstveno dirka Formule 1.

## Zmagovalci
| Leto | Dirkač               | Moštvo           | Poročilo |
| ---- | -------------------- | ---------------- | -------- |
| 1996 | Giancarlo Fisichella | Benetton-Renault | Poročilo |
| 1995 | Luca Badoer          | Minardi-Ford     | Poročilo |
| 1993 | Rubens Barrichello   | Jordan-Hart      | Poročilo |
| 1992 | Johnny Herbert       | Lotus-Judd       | Poročilo |
| 1991 | Gabriele Tarquini    | Fondmetal-Ford   | Poročilo |
| 1990 | Gianni Morbidelli    | Minardi-Ford     | Poročilo |
| 1989 | Luis Perez-Sala      | Minardi-Ford     | Poročilo |
| 1988 | Luis Perez-Sala      | Minardi-Ford     | Poročilo |